# Thomas Cooper
Thomas Cooper (Fenton, 9 aprile 1904 – Aldeburgh, 25 giugno 1940) è stato un calciatore inglese, di ruolo difensore. Morì il 25 giugno 1940, quando faceva parte della Royal Military Police, in un incidente stradale.

## Carriera

### Club
Ha giocato con Port Vale, Derby County e Liverpool.

### Nazionale
Ha collezionato 15 presenze nella nazionale inglese.